# Ràdio Cincinnati
WKRP in Cincinnati és una sitcom televisiva estatunidenca que narra les desventures del personal d'una estació de ràdio de ficció a Cincinnati. El programa va ser creat per Hugh Wilson i es va basar en les seves experiències treballant en vendes de publicitat a l'estació de ràdio Top 40 WQXI a Atlanta. Molts dels personatges i fins i tot algunes de les històries (inclosa la de l'episodi de la temporada 1 "Turkeys Away") es basen en persones i esdeveniments a WQXI. Wilson va dir una vegada a The Cincinnati Enquirer que va seleccionar WKRP com a senyal de trucada per representar C-R-A-P. Va ser emesa per TV3 sota el títol Ràdio Cincinnati-
El repartiment del conjunt està format per Gary Sandy (com Andy Travis), Howard Hesseman (Dr. Johnny Fever), Gordon Jump (Arthur Carlson), Loni Anderson (Jennifer Marlowe), Tim Reid (Venus Flytrap), Jan Smithers (Bailey Quarters), Richard Sanders (Les Nessman) and Frank Bonner (Herb Tarlek).
La sèrie va guanyar un premi Humanitas i va rebre 10 nominacions als premis Emmy, incloses tres a la millor sèrie de comèdia. Andy Ackerman va guanyar un premi Emmy per l'edició de cintes de vídeo a la temporada 3.
WKRP es va estrenar el 18 de setembre de 1978 a la cadena de televisió CBS i es va emetre durant quatre temporades i 90 episodis, fins al 21 d'abril de 1982. A partir de la meitat de la segona temporada, la CBS va moure repetidament el programa al voltant de la seva programació, contribuint a baixar les audiències i la seva eventual cancel·lació.
Quan WKRP va entrar en sindicació, es va convertir en un èxit inesperat. Durant la següent dècada, va ser una de les sitcoms més populars de la sindicació, superant molts programes que havien tingut més èxit en hora de màxima audiència, incloses totes les altres comèdies de situació de MTM Enterprises.
Jump, Sanders i Bonner van repetir els seus papers, apareixent com a personatges habituals a la sèrie de reinici, The New WKRP in Cincinnati, que va funcionar de 1991 a 1993 en sindicació. Hesseman, Reid i Anderson també van repetir els seus papers com a estrelles convidades.

## Premissa
El nou director de programes de l'emissora, Andy Travis, intenta revertir l'emissora de ràdio WKRP en dificultats canviant el seu format de música anticuada i fàcil d'escoltar al rock and roll, malgrat els esforços ben intencionats del personal majoritàriament incompetent: el babau director de l'estació Arthur Carlson, el llefiscós director de vendes Herb Tarlek i el despistat director de notícies Les Nessman. Per ajudar a reforçar les qualificacions, Travis contracta un nou disc jockey, el nadiu de Nova Orleans Gordon Sims (que assumeix el personatge a l'aire de Venus Flytrap) i permet que l'antic DJ del mercat important, el Dr. Johnny Fever, es dediqui a fer matinals en el format easy-listening com John Caravella, per ser ell mateix. Completa el repartiment la recepcionista Jennifer Marlowe i l'empleada júnior Bailey Quarters. La despietada magnat de negocis Lillian Carlson és la propietària de l'estació i la mare d'Arthur Carlson.

## Personatges

### Repartiment principal
- Andy Travis (Gary Sandy). En la seva majoria, vicepresident[8] i director de programes és l'home de l'excèntric personal de l'estació per a la qual ha estat contractat. Abans d'arribar a WKRP, tenia un rècord sense màcula de donar la volta a les emissores de ràdio fallides, però la seva pedra a la sabata amb els seus estranyats membres del personal, als quals s'estima a contracor. El tema d'obertura del programa tracta sobre Andy i la seva decisió d'establir-se a Cincinnati. A l'episodi de la temporada 4 "The Creation of Venus", Andy es fa ressò de la lletra del tema inicial parlant del seu passat ("Està una mica cansat d'embalar i desempaquetar, de poble en poble, amunt i avall del dial"). L'Andy sol portar texans molt ajustats, cosa a la qual Jennifer Marlowe al·ludeix, per sorpresa d'Andy, a l'episodi de la temporada 2 "Most Improved Station".
- Arthur Carlson (Gordon Jump), anomenat ocasionalment "Big Guy", és el director general de mitjana edat, la principal qualificació del qual per a la feina és que la seva mare, un magnat dels negocis, és la propietària de l'estació. Mama Carlson va adoptar mètodes estrictes per criar-lo amb la creença errònia que el faria fort. En canvi, el va fer feble, i el seu estil de gestió incòmode i indecís és una de les principals raons per les quals l'estació no és rendible. Malgrat això, és un home de principis, amable, decent i de vegades sorprenentment savi. Té molt més interès en les seves aficions (pescar, jugar amb diverses joguines) que no pas a l'emissora de ràdio, sovint amagant-se a la seva oficina de la gent que vol veure'l per negocis.
- El Dr. Johnny Fever (Howard Hesseman) (nom real John R. Caravella) és un veterà disc jockey que arriba a WKRP després de ser acomiadat d'una important emissora de Los Angeles quan va dir "burilles" a l'aire. A l'episodi de la temporada 4 "Three Days of the Condo", Johnny, sempre trencat, rep sorprenentment un acord extrajudicial de 24.000 dòlars d'aquesta emissora per acomiadament il·legal. Cínic i neuròtic, i ocasionalment insomni que consumeix grans quantitats de cafè, Johnny sol tenir problemes. Adopta el nom a l'aire "Fever" com una improvisació ràpida a l'episodi pilot després que Travis li va dir que canviés bruscament el format del seu programa matinal, però ha utilitzat altres sobrenoms a l'aire en altres estacions, sobretot per conformar-se amb sigui quin sigui el format d'estació amb què es va trobar treballant.
- Les Nessman (Richard Sanders), el periodista exigent i amb lligams, que és el "nen de la mare" d'un home, aborda la seva feina amb una seriositat absurda i seriosa, tot i ser gairebé totalment incompetent (fet del qual ignora). Ell i el venedor Herb Tarlek es refereixen a ells mateixos i al Sr. Carlson com "els vestits", en comparació amb "els peto" (Andy i Johnny). Com un gag corrent, Les porta un embenat en un lloc diferent a cada episodi, presumiblement a causa dels atacs del seu monstruós gos invisible Phil; el gag es va inspirar en que Sanders es tocava el cap amb una llum d'estudi i necessitava un embenat mentre feia el pilot. Altres gags són la seva fixació per les notícies agrícoles i posar cinta adhesiva al terra al voltant del seu escriptori, que insisteix que els seus companys de treball tracten com les parets de la seva "oficina". És fermament patriòtic i políticament conservador, amb el descobriment del seu pare biològic com un antic comunista portador de carnets el va fer profundament conflictiu. Venus Flytrap el fa amb jocs de paraules descrivint que WKRP a l'aire té "més música i menys Nessman". ("more music and Les Nessman.")
- Jennifer Marlowe (Loni Anderson) és la recepcionista de l'estació i l'empleada més ben pagada. Contràriament a l'assumpció comuna que ella és només una "cara bonica" per a l'emissora, Jennifer està informada, sàvia, connectada i capaç de manejar pràcticament qualsevol situació, per absurda que sigui, amb aplom. Ella mateixa veu que la seva principal responsabilitat laboral és desviar qualsevol trucada comercial (en persona o per telèfon) per al Sr. Carlson. Encara que és molt conscient del seu atractiu sexual, amb diversos homes grans rics i poderosos a la seva disposició, és amable i de bon cor amb el personal de l'estació. És molt estricta pel que fa als límits de les seves obligacions laborals: no escriu cartes (tot i que de fet és una mecanògrafa experta), ni fa cafè ni en porta cap al personal de l'oficina.
- Herb Tarlek (Frank Bonner) és el director de vendes boig, insípid i vanitós de WKRP, a qui de vegades es coneix com "Little Guy" al "Big Guy" del Sr. Carlson. Sovint porta vestits de quadres forts, amb el cinturó a joc amb les sabates blanques. No és capaç d'aconseguir els grans comptes, però és eficaç per vendre temps d'aire per a productes com ara "Red Wigglers: el Cadillac dels cucs!" Tot i que és un home casat amb fills, persegueix amb insistència a Jennifer, que no té cap interès en ell. Tot i que Herb es presenta com a bufó la major part del temps, de vegades mostra un costat simpàtic. Una de les frases de l'Herb és "cap problema", una altra és "d'acord". Herb es basa en l'executiu de ràdio Clarke Brown.[9][10] Bert Parks apareix en un episodi com el pare de Tarlek, Herb Tarlek, Sr. L'ancià Tarlek s'assembla molt al seu fill.
- Venus Flytrap (Tim Reid), el DJ de la nit animat i funky, dirigeix el seu espectacle amb un personatge suau i una il·luminació d'humor a l'estudi. El seu nom real, Gordon Sims, gairebé mai no s'utilitza, i manté una aura de misteri. En un primer episodi, es revela que és un desertor de la guerra del Vietnam buscat per l'exèrcit dels Estats Units. En episodis posteriors, s'elabora la seva història de fons i es revela que després de desertar, va passar diversos anys com a professor de secundària a Nova Orleans mentre treballava a temps parcial com a personal de la ràdio. Malgrat que és un DJ nocturn i Johnny Fever treballa al torn del matí, els dos sovint es veuen junts i es fan bons amics a mesura que avança la sèrie, amb Venus ocupant la feina en primer lloc a causa de la seva admiració per a Johnny com a DJ.
- Bailey Quarters (Jan Smithers), la jove ingènua de l'emissora de ràdio, s'encarregava originàriament de la facturació i del trànsit de l'estació. No obstant això, després d'haver-se graduat a l'escola de periodisme amb una mica de formació en edició i amb la intenció de convertir-se en executiva de radiodifusió, més tard se li atorguen funcions addicionals com a reportera de notícies a l'aire, en les quals demostra més capacitat que Les Nessman. A mesura que avança la sèrie, va superant la seva timidesa i desenvolupa la confiança en si mateixa. A partir de l'episodi de dues parts de la segona temporada "For Love or Money", de tant en tant es vincula romànticament amb Johnny Fever. La dinàmica entre Jennifer i Bailey s'ha comparat amb la entre Ginger i Mary Ann aGilligan's Island. Jan Smithers va ser un dels dos membres del repartiment de WKRP que va ser la primera opció pel paper que va interpretar (Gordon Jump va ser l'altre).[4] El creador Hugh Wilson va dir que malgrat la manca d'experiència de Smithers (mai abans havia actuat en una comèdia de situació), era perfecta per al personatge de Bailey tal com ell l'havia concebut: "Les altres actrius llegeixen millor per al paper". Wilson va recordar, "però estaven interpretant tímids. Jan era tímida".[4]

### Altres personatges
- Lillian Carlson (Sylvia Sidney al pilot de la sèrie, Carol Bruce després) és la mare despietada i dominant d'Arthur Carlson, sovint anomenada Mother Carlson (Arthur l'anomena mama) i la propietària de WKRP. Una empresaria molt exitosa i rica, l'únic que lamenta és que el seu enfocament de la criança (l'escola de cria de fills "el que no et mata, et fa més fort") va ser contraproduent, ja que el seu fill va acabar sent indecís, amb una voluntat dèbil i amb por de ella. Com a mostra de la seva actitud descoratjadora, té un quadre penjat a sobre de la seva llar de foc a la seva sala d'estar amb dos parells de cames penjants de persones que s'acaben de penjar. A l'episodi final de la sèrie, es revela que sempre havia volgut que WKRP perdés diners (per a la cancel·lació d'impostos), cosa que explica per què permet als empleats incompetents continuar treballant a l'estació.
- Carmen Carlson (Allyn Ann McLerie) és la dona de caràcter dolç del Sr. Carlson. Els dos es van conèixer a la universitat, sent ell la cita escollida per a un ball de "portar un perdedor" a la fraternitat que ella es comprometia, cosa que ell no sabia fins a la seva reunió de la universitat de vint-i-cinc anys, ja que mai van anar al ball i ella mai va prometre aquesta fraternitat. Tot i que estan feliçment casats, estan tan ansiosos per evitar ferir els sentiments de l'altre que poques vegades es diuen el que realment pensen. Tenen un fill, Arthur Carlson, Jr. (Sparky Marcus apareix en un episodi), a qui han enviat a l'escola militar. Durant la segona temporada Carmen té un embaràs sorpresa i durant la tercera temporada dona a llum una filla, Melanie.
- Hirsch (Ian Wolfe) és el "home de casa" de la mare Carlson. Ja arriba als vuitanta anys, però és enèrgic i no sembla que no li molesti cap circumstància nova. Hirsch expressa regularment la seva antipatia pel seu empresari en intercanvis d'altra manera encantadors i educats. El seu cafè és terrible, tret que hi hagi convidat, en aquest cas el prepara amb cura.
- Lucille Tarlek (Edie McClurg) és la devota dona d'Herb amb veu nasal, que, en el fons, sap que persegueix Jennifer. Lucille és potser l'única dona que veu els encants d'Herb. Herb i Lucille tenen un fill i una filla adolescents, Herb III i Bunny (NP Schoch i Stacy Heather Tolkin, una i dues aparicions respectivament).
- S'esmenten altres tres DJs de l'estació, però (amb una excepció) mai s'han vist. Moss Steiger té el canvi de cementiri després de Venus i s'esmenta que va intentar suïcidar-se almenys dues vegades; finalment mor a The New WKRP a Cincinnati. Rex Erhardt (que va ser vist a l'episodi de la quarta temporada "Rumors", i interpretat per Sam Anderson) presenta un programa després del programa matinal del Dr. Johnny Fever; i Dean the Dream té l'espai per a la tarda. Un altre DJ, Doug Winner (Philip Charles MacKenzie), és contractat i acomiadat en el mateix episodi ("Johnny Comes Back").
- L'escriptor de la sèrie Bill Dial apareix amb poca freqüència com a Buckey Dornster, l'enginyer de l'estació de WKRP.
- L'actor William Woodson (encara que no està acreditat) va servir com a locutor de la sèrie (implorant al públic que estigués atent a l'escena de l'etiqueta, en els episodis que en tenien un) i va fer diversos papers de veu en off durant la carrera, inclosa la pre- locutor enregistrat de la introducció/outro als noticiers de Les, i el narrador dels resultats del judici a l'episodi de la primera temporada "Hold Up".

## Franges horàries i èxit
WKRP in Cincinnati va debutar el 1978 a la franja horària de dilluns a les 20.00 de la CBS, competint contra Welcome Back, Kotter a l'ABC, Kotter i el programa Top 20 de la NBC Little House on the Prairie. Inicialment rebent valoracions baixes, WKRP es va posar en pausa després de només vuit episodis, tot i que incloïen alguns dels més famosos de la sèrie, inclòs "Turkeys Away". Però a causa de les bones crítiques i la reacció positiva dels fans, especialment dels discjòqueis, que immediatament el van aclamar com el primer programa que va retratar de manera realista el negoci de la ràdio, CBS va tornar WKRP sense cap canvi de repartiment.
WKRP va rebre una nova franja horària, una de les millors de la xarxa, després de M*A*S*H. Això va permetre al creador Hugh Wilson allunyar-se de les històries farcides basades en la ràdio que volia CBS i començar a explicar històries que, encara que no necessàriament dramàtiques, eren més discretes i basades en personatges. Per permetre que el repartiment del conjunt es barregés més, el conjunt es va ampliar. Es va afegir una àrea d'oficines comunals mai vista ("el bullpen") per acollir escenes amb tot el repartiment.
A mig camí de la segona temporada, l'espectacle es va traslladar a la seva època anterior original. Els executius de CBS volien alliberar el preuat espai posterior a M*A*S*H per a House Calls (amb l'antiga estrella de M*A*S*H Wayne Rogers). També van considerar que la música rock and roll i l'atractiu sexual de Loni Anderson s'adaptaven millor a la franja anterior, que estava dirigida principalment als joves. El canvi de franja horària a mitja temporada no va afectar l'èxit de l'espectacle; WKRP va acabar al número 22 en les classificacions per al seu segon any. Durant les dues temporades següents, els escriptors i productors sovint es van barallar amb CBS pel contingut del programa en l'anomenada hora familiar.
A partir de la segona temporada, CBS va moure WKRP repetidament, i el programa va perdre gairebé 2,5 milions d'espectadors de mitjana per cadascun dels quatre canvis de franja horària de la temporada 1979–80.
Després de la quarta temporada, la cadena es va negar a renovar l'espectacle. El darrer episodi de primera tirada de WKRP es va emetre el 21 d'abril de 1982 i va ocupar el número 7 de les classificacions setmanals de Nielsen, encara que la sèrie ja havia estat cancel·lada.

### Emissió a Catalunya
TV3 va estrenar la sèrie el diumenge 5 d'octubre de 1986, a les 22.30 hores.

## Producció
WKRP es gravava en vídeo a Hol·lywood davant una audiència d'estudi en directe a la Goldenwest Videotape Division de KTLA, i després es va traslladar al lot de CBS Studio Center a Studio City.

## Fet vs. ficció

### Persones "reals" de WKRP
Si bé Andy Travis va rebre el seu nom i alguns elements de personalitat d'un cosí del creador Hugh Wilson, es va basar principalment en el director de programa innovador Mikel Herrington, que també va ser la inspiració per al personatge Jeff Dugan a la pel·lícula FM de 1978, escrit per Ezra Sacks, que havia treballat a KMET. El doctor Johnny Fever es va basar en un DJ anomenat "Skinny" Bobby Harper a WQXI/790 a Atlanta, Geòrgia el 1968. L'escriptor de WKRP Bill Dial va treballar amb Harper a WQXI, que es considera la inspiració de Dial per al programa. Casualment, Harper havia treballat anteriorment a Cincinnati AM Top 40 potència WSAI el 1964, abans de traslladar-se a 11 estacions més, incloses set a Atlanta. El 1997, Bobby Harper va dir a Condace Pressley de WSB : "Va deixar constància que va assenyalar en quins, inclòs jo mateix, va basar els personatges. [Aquell reconeixement] va ser una cosa agradable. Sabeu? Va ser agradable. Ho vaig apreciar." Els Carlson eren un pastiche de Jerry Blum, el director general de WQXI durant molt de temps. La senyora Carlson va heretar la descarada de Blum mentre Arthur va agafar en préstec el seu sobrenom de "Big Guy", el sentit de l'estil i algunes de les seves promocions poc ortodoxes (inclosa el llançament de galls dindi).

### Torre de transmissió
Tot i que el programa es va emetre a CBS, la torre de transmissió autosuficient que es veia a l'inici de WKRP a Cincinnati, en realitat, pertany a la filial de la NBC de Cincinnati, WLWT.

### Estudis i oficines
A l'espectacle, les oficines i els estudis de WKRP es troben a l'edifici Osgood R. Flimm, un edifici d'oficines art déco. Quan s'esmenta, el pis exacte varia: a l'episodi "Les on a Ledge" de la temporada 1, WKRP es troba al 9è pis, però a l'episodi "Fire" de la temporada 4, és el 14; la porta d'entrada es mostra com 1412. L'edifici que es mostra durant els crèdits inicials de l'espectacle és en realitat l'edifici Cincinnati Enquirer al 617 Vine Street al centre de Cincinnati.

### Estacions reals amb una marca similar
Cincinnati té dues emissores de ràdio amb lletres de trucada semblants a WKRP. WKRC, una emissora d'AM que tenia un format de música " del mig de la carretera" quan va debutar la sèrie, no es va oposar al seu ús de WKRP, dient que era la millor publicitat que havien tingut mai, i que era gratuïta; actualment s'automarca com a "55KRC". WKRQ és una emissora FM amb un format similar de "ràdio d'èxit contemporani"; la seva marca principal és "Q102."
Altres emissores han adoptat una marca similar en referència a la sèrie. El 1986, una emissora de FM de Salt Lake City (ara KUMT) va canviar les lletres de les seves trucades a KRPN i es va autodenominar WKRP, utilitzant la semblança de la lletra parlada " N " amb la paraula " in " per a una identificació d'estació semblant al so : "W KRPN Salt Lake City". L'any 2008, l'estació de televisió de Cincinnati WBQC-LD va promoure la seva conversió a la transmissió digital canviant-se el nom de "WKRP-TV". El 2015, una emissora de FM de baixa potència a Raleigh, Carolina del Nordva començar a emetre com a WKRP-LP.

## Música

### Temes musicals
WKRP va tenir dos temes musicals, un d'obertura i l'altre de tancament de l'espectacle.
El tema d'obertura, un número de rock/pop suau anomenat "WKRP in Cincinnati Main Theme", va ser compost per Tom Wells, amb lletra del creador de la sèrie Hugh Wilson, i va ser interpretat per Steve Carlisle. Una llegenda urbana va circular en el moment que Richard Sanders (que tenia característiques vocals comparables a les de Carlisle) havia gravat la cançó. Wilson va declarar en el comentari del conjunt de DVD de la primera temporada que això no era cert. Sanders més tard "cantaria" la lletra en un espot promocional a VH1 per a The New WKRP a Cincinnati que parodiava la cançó d'U2 "Numb".
El tema de cloenda va ser una cançó diferent amb un so més dur de rock interpretat pel músic d'Atlanta Jim Ellis, reproduït sobre escenes dels episodis seguides d'una foto fixa de l'horitzó de Cincinnati. Ellis va gravar la cançó com a demostració per a Wilson, i com que encara no n'havia escrit la lletra, Ellis va murmurar paraules sense sentit. Wilson va optar per fer servir la versió de demostració perquè trobava que la lletra inintel·ligible li semblava graciosa i una sàtira sobre les lletres inintel·ligibles de moltes cançons de rock. Wilson també sabia que la lletra no s'escoltaria clarament en cap cas, ja que un locutor de la CBS sempre parlava dels crèdits de tancament dels programes de la cadena.
Una versió més llarga del tema original es va publicar el 1979 en un senzill de vinil de 45 rpm amb el segell MCA Records. Va arribar al lloc 65 a la llista Billboard Hot 100 el 1981 i al 29 a la llista Adult Contemporary el 1982.

### Llicència de música
The show's use of Blondie's "Heart of Glass" was widely credited with helping the song become a major U.S. hit, and the band's record label Chrysalis Records presented the producers with a gold record award for the song's album Parallel Lines. The gold record can be seen hanging on the wall in the "bullpen" set in many episodes.
L'ús de la cançó "Heart of Glass" Blondie als episodis va ser àmpliament acreditat per ajudar a que la cançó es convertís en un gran èxit dels Estats Units, i el segell discogràfic de la banda Chrysalis Records va lliurar als productors un premi disc d'or per l'àlbum de la cançó Parallel Lines. El disc d'or es pot veure penjat a la paret al "bullpen" ambientat en molts episodis.
Les cançons sovint estaven lligades a trames d'episodis, i algunes peces musicals fins i tot es van utilitzar com a gags corrents. Per exemple, el timbre de l'àtic de Jennifer va tocar "Fly Me to the Moon" (que més tard va ser substituït per "Beautiful Dreamer" per motius de drets d'autor).
Wilson ha comentat que WKRP es va gravar en vídeo en lloc de gravar-se perquè en aquell moment, les tarifes de llicència de música eren més baixes per als programes gravats en vídeo, una bretxa que estava pensada per acollir espectacles de varietats. Els acords de llicència de música que es van retallar en el moment de la producció van cobrir només un nombre limitat d'anys, però quan l'espectacle va entrar a la sindicació poc després de la seva cancel·lació de 1982, la majoria de la música original va romandre intacta perquè la llicència. les ofertes encara estaven actives. Després d'haver expirat les llicències, les versions posteriors de l'espectacle no van incloure la música com a primera emissió, amb música inserida en lloc de les cançons originals per evitar pagar drets d'autor addicionals. En alguns casos (com durant escenes amb diàlegs sobre música de fons), algunes de les línies dels personatges van ser doblades per actors semblants al so, una pràctica evident en totes les gravacions de l'espectacle emeses des de principis dels anys noranta, incloses les utilitzades a finals dels noranta corre amb Nick at Nite.
La despesa d'adquirir llicències per a la música original va retardar l'edició d'un DVD durant anys. Quan finalment es va llançar un conjunt de la temporada 1, gran part de la música va ser reemplaçada de nou i els doblatges vocals semblants estaven presents. Algunes escenes es van escurçar o retallar completament, però es van afegir algunes escenes esborrades que no havien estat incloses a l'emissió original.

## Mitjans domèstics
20th Century Fox Home Entertainment va llançar la primera temporada de WKRP en DVD a la Regió 1 l'abril de 2007. No obstant això, les vendes del conjunt van ser pobres, i Fox no va llançar més temporades.
Al maig de 2014, Shout! Factory va adquirir els drets de la sèrie per al seu llançament en. Shout! havia planejat incloure tota la música amb drets d'autor que es va emetre originalment al programa, però només va poder obtenir els drets per a 111 dels artistes musicals originals. Més tard, una exempció de responsabilitat deia: "En alguns casos, era simplement impossible obtenir els drets Els fans de l'espectacle van compilar llistes que documentaven que la reedició presentava aproximadament el 85% de la banda sonora original de la sèrie. Gairebé tots els doblatges de diàlegs fets per a les emissions de sindicació de la dècada de 1990 es van eliminar i es va restaurar el diàleg original.
La sèrie completa va estar disponible en línia l'octubre de 2014. El març de 2015 Shout! va llançar conjunts individuals per a les temporades 1 i 2. La temporada 3 es va estrenar el juliol de 2015 i la darrera temporada es va estrenar el novembre de 2015.
The Shout! Factory DVD també llançà tant l'episodi de la segona temporada "Filthy Pictures" com l'episodi de la tercera temporada "Dr. Fever and Mr. Tide" en els seus formats originals d'una hora de durada en comptes de les versions sindicades de dues parts, la qual cosa aporta el recompte d'episodis de 90 a 88 episodis.